# جاذبه میان‌فردی

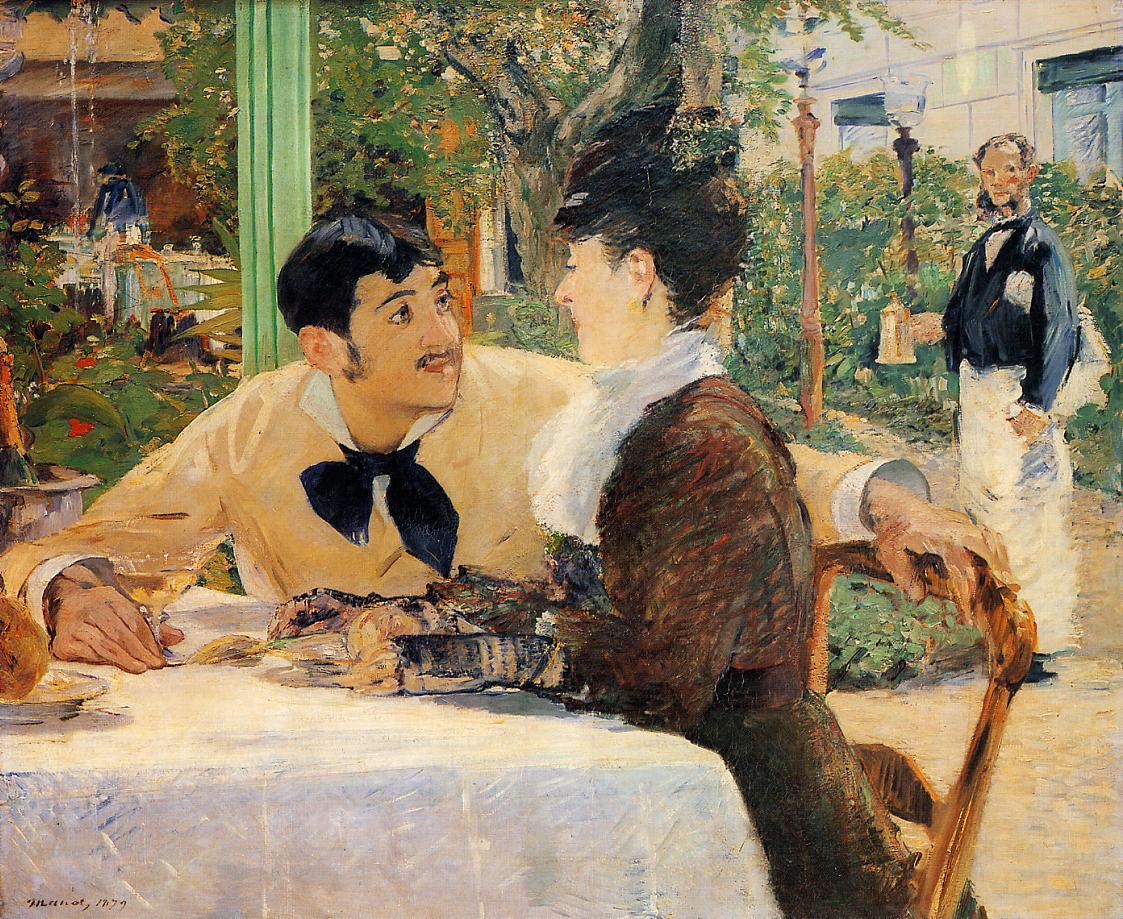
رابطه عاشقانه یکی از نمودهای جاذبه بین‌فردی در ارتباطات اجتماعی

جاذبهٔ بینِ‌فردی روان‌شناسان اجتماعی برای اشاره به درجهٔ احساس‌های مثبت یا منفی نسبت به دیگران، اصطلاح «جاذبهٔ بین‌فردی» را به‌کار می‌برند. جاذبه انواع تجربه‌های اجتماعی مانند دوست‌داشتن، صمیمیت، شهوت، و عشق را تبیین می‌کند.

## عوامل اصلی در جاذبه
روان‌شناسان اجتماعی دریافته‌اند که سه عامل مهم در جاذبهٔ بین فردی وجود دارد که عبارت‌اند از: جذابیت جسمانی، مجاورت و مشابهت. درحالی‌که جذابیت جسمانی و مجاورت در مراحل آغازین رابطه، تعیین‌کننده‌تر هستند، مشابهت تنها عامل بسیار مهم در حفظ یک رابطهٔ دراز مدت است.

## جذابیت جسمانی
پژوهش‌ها همواره نشان داده‌است که جذابیت جسمانی (اندازهٔ اندام، قیافه، ویژگی‌های چهره و طرز لباس پوشیدن) یکی از مهم‌ترین عواملی است که در ابتدا ما را به دیگران علاقه‌مند می‌کند و باعث می‌شود که آنها را دوست بداریم. در دورهٔ کودکستان، کودکان زیبا نزد همکلاسی‌هایشان محبوب‌ترند و معمولاً معلم‌ها تصور می‌کنند که آن‌ها از هوش بیشتر و سازگاری بهتری برخوردارند. هنگامی که این افراد زیبا به دوران بزرگسالی می‌رسند، هم توسط مردان و هم توسط زنان، موقرتر، جالب‌تر، اجتماعی‌تر، مستقل‌تر، باهوش‌تر و ازنظر جنسی پرشورتر پنداشته می‌شوند. با وجود این، پژوهش همچنین نشان می‌دهد که جذابیت جسمانی هنگامی که رابطه از مراحل اولیه‌اش می‌گذرد، اهمیت خود را از دست می‌دهد.

## مجاورت
جذابیت همچنین بستگی دارد به این که مردم در زمان و مکان یکسانی باشند، یعنی مجاورت یا از نظر فیزیکی به هم نزدیک باشند که این عامل مهم دیگری در جذابیت است. هر چقدر با فردی، نزدیک‌تر زندگی یا کار کنید، به احتمال بیشتری آن فرد را دوست خواهید داشت. مطالعه‌ای دربارهٔ دوستی در خوابگاه‌های دانشجویی معلوم ساخت شخصی که در اتاق پهلویی زندگی می‌کند، از شخصی که دو اتاق دورتر زندگی می‌کند، بیشتر مورد علاقه قرار می‌گیرد. ظاهراً مواجههٔ مکرر با همهٔ انواع محرک‌ها، در مجموع علاقه را بیشتر می‌کند. بدون شک ماهده کرده‌ای که به تدریج تغییرات تکان‌دهنده در مُد و آرایش مو را می‌پذیرید و در نهایت از آن‌ها خوشتان می‌آید. پژوهش‌ها همچنین نشان داده‌است که علاقه به رئیس‌جمهورها و ستاره‌های سینما، قویاً با تعداد دفعات حضور آن‌ها در رسانه‌های گروهی همبستگی دارد.

## مشابهت
مهم‌ترین عامل پیونددهندهٔ روابط درازمدت، خواه علاقه باشد یا عشق، مشابهت است. ما ترجیح می‌دهیم در کنار افرادی باشیم که خیلی به ما شباهت دارند. آن‌هایی که سابقهٔ قومی و محلی، طبقهٔ اجتماعی، علایق و نگرش‌ها با ما سهیم هستند.